# Турако заїрський
Турако заїрський (Tauraco schalowi) — вид птахів родини туракових (Musophagidae).

## Назва
Вид названо на честь німецького орнітолога Германа Шалова (1852—1925).

## Поширення
Вид трапляється в лісистих плато та високогір'ї внутрішніх районів Південної Африки. Поширений в Замбії, центральній частині Анголи, на півдні Демократичної Республіки Конго, на високогір'ї південної Кенії, північної та західної Танзанії та західної Малаві. Дуже рідкісний у Ботсвані, Намібії та Зімбабве.

## Опис
Птах середнього розміру, завдовжки 41-44 см. Вага — 200—270 г. Оперення зеленого кольору. Крила, задня частина спини та хвіст темнішого блакитно-зеленого забарвлення. Першорядні махові пера крил — червоного кольору, її можна побачити лише у польоті. На голові є порівняно великий еректильний гребінь зеленого кольору з білими кінчиками. Навколо очей є червоне кільце, яке обведене двома білими лініями. Дзьоб короткий, але міцний, гачкуватий, чорного кольору.

## Спосіб життя
Трапляється парами або невеликими групами до 30 птахів. Проводить більшу частину свого часу серед гілок дерев, хоча може регулярно спускатися на землю, щоб попити. Живиться плодами, квітами, насінням, рідше комахами. Сезон розмноження починається з сезоном дощів. Гніздо будує серед гілок високого дерева. У кладці 2-3 яйця. Інкубація триває близько 22-23 дні.